# Districtul Phutthamonthon
Phutthamonthon (în thailandeză พุทธมณฑล) este un district (Amphoe) din provincia Nakhon Pathom, Thailanda, cu o populație de 28.275 de locuitori și o suprafață de 52,3 km².

## Componență
Districtul este subdivizat în 3 subdistricte (tambon), care sunt subdivizate în 18 de sate (muban).
| Nr. | Name        | Thai name | Villages | Population |  |
| --- | ----------- | --------- | -------- | ---------- |  |
| 1.  | Salaya      | ศาลายา    | 6        | 15,845     |  |
| 2.  | Khlong Yong | คลองโยง   | 8        | 7,157      |  |
| 3.  | Maha Sawat  | มหาสวัสดิ์   | 4        | 5,273      |  |